# Schmidt Winterdienst- und Kommunaltechnik
Die Marke Schmidt hat ihren Ursprung in der 1920 in St. Blasien im Schwarzwald gegründeten Ing. Alfred Schmidt GmbH, später Schmidt Winterdienst- und Kommunaltechnik GmbH, die heute Teil der Aebi Schmidt Group ist. Unter der Marke Schmidt werden hauptsächlich Schneeräumgeräte aller Art, Kehrmaschinen und weitere Geräte für den der Unterhalt von Strassen, Flughäfen und Grünflachen vertrieben. Die Maschinen und Geräte werden hauptsächlich am ursprünglichen Standort in St. Blasien gefertigt, aber auch in weiteren Werken in Polen, den Niederlanden und der Schweiz. Die Schmidt Winterdienst- und Kommunaltechnik GmbH fusionierte 2007 mit der schweizerischen Aebi & Co. AG Maschinenfabrik zur Aebi Schmidt Holding AG. Heute ist die Aebi Schmidt Group ein weltweit führender Anbieter von intelligenten Lösungen zur Bewirtschaftung von sicherheits- sowie betriebsrelevanten Verkehrsflächen und anspruchsvollem Gelände. Sie beschäftigt rund 3'000 Mitarbeitende in 17 Verkaufsorganisationen und mehr als einem Dutzend Werken weltweit. Das Produkteportfolio besteht aus den Marken Aebi, Schmidt, Arctic, Nido, Meyer, Swenson, ELP, MB und Monroe. Die Gruppe erwirtschaftet einen Umsatz von rund 740 Mio. EUR pro Jahr. Die nachfolgenden Ausführungen zeigen die Firmengeschichte bis zur Fusion. 

## Aufbau
Der 22-jährige Alfred Schmidt (* 22. Juli 1898 in Zell im Wiesental; † 1980 in St. Blasien) begann 1920 nach seiner Rückkehr aus dem Ersten Weltkrieg in St. Blasien mit einer mechanischen Werkstatt und stellte Fahrräder her. 1925 errichtete er eine Auto-Reparaturstätte in St. Blasien und unterhielt gleichzeitig eine Fahrschule und eine Auto-Vermietung. Die ersten Schneepflüge für Radfahrzeuge wurden 1935 entwickelt. Bis dahin kannte man nur hölzerne Pferdepflüge oder Schneeschieber auf Kufen. Der erste anpressbare Pflug wurde auf einer Allrad-Zugmaschine der Firma Krupp-Daimler montiert. Alfred Schmidt erhielt 1937 eine Autovertretung für die Daimler-Benz AG in St. Blasien und vertrieb von nun an Autos der Daimler-Benz AG. Schmidt versuchte 1938, den Feldberg im Schwarzwald für Skifahrer mit dem Bau des ersten Skiliftes zu erschließen. Der Lift wurde von ihm fertiggestellt aber nicht genehmigt. Daraufhin demontierte er den Lift wieder.
Auf der Grundlage eines Lizenzvertrages mit dem Schweizer Konrad Peter aus Liesthal, wurde 1938 die erste Schneefräse gebaut. Diese war in der Lage, auch mit größeren Schneehöhen fertig zu werden und durch den weiten Schneeauswurf störende Randwälle zu vermeiden. Für den Wehrmachtseinsatz wurden 1939 bis 1945 rund 150.000 Schmidt-Raupenfräsen gebaut. Im Schnitt wurden 100 Arbeitnehmer beschäftigt.
Der Betrieb in St. Blasien wurde 1946 zu 80 % von der französischen Siegermacht demontiert. Das Unternehmen begann mit 15 verbliebenen Arbeitnehmern einen Neuaufbau unter Mitwirkung des Sohnes Alfred Schmidt junior (* 13. März 1923; † 4. April 2020). Zunächst wurde lediglich die Reparaturwerkstätte für Autos und Winterdienstgeräte unterhalten. Alfred Schmid sen. kam 1951 aus der Kriegsgefangenschaft zurück und begann die Zusammenarbeit mit Daimler-Benz in Gaggenau mit Aufbaugeräten für den Unimog. Der Unimog wird vor allem von Straßenmeistereien verwendet, um mit seinen Aufbauten im Sommer Grünstreifen zu mähen, Baken zu waschen und Streugut aufzusaugen. Im Winter jedoch diente er mit Aufbauten von Schmidt mit Schneepflügen, Fräsen und Schleudern zur Schneebeseitigung.
1953 war die Entwicklung und Bau der ersten Schneefräse mit einem eigenen Antriebsmotor, 1955 der ersten Vorbaukehrmaschine und 1960 der ersten Schneeschleuder mit eigenem Antriebsmotor.
In St. Blasien wurde 1960 eine 3.600 m² große Fabrikationshalle für Blechbearbeitung, Schweißerei und Spritzerei gebaut wo 250 Mitarbeiter beschäftigt waren. In Titisee-Neustadt ward 1970 ein weiteres Autohaus für die Daimler-Benz AG gebaut. 1979 begann der Bau einer großen Produktionshalle und des Bürogebäudes in Langmatt in St. Blasien und die Umsiedlung des Betriebes mit 350 Mitarbeitern. 1980 ist Alfred Schmidt sen. verstorben. Die Unternehmensführung übernahm Alfred Schmidt jun.

## Expansion
1974 wurde das Tochterunternehmen Schmidt France Neige S.a.r.l. in Rives-sur-Fure, Frankreich, gegründet. Es stellte Winterdienstgeräte her, beschäftigte 50 Arbeitnehmer und erzielte einen Umsatz von rund 12 Mio. DM. 1977 übernahm Schmidt einen Kehrmaschinenhersteller in Großbritannien, der später als Schmidt Manufacturing & Equipment (UK) Ltd., in Sutton, Großbritannien, firmierte. Das Unternehmen stellte Kompaktkehrmaschinen her, hatte 200 Beschäftigte und einen Umsatz von rund 46 Mio. DM und 1978 übernahm Schmidt einen Winterdienstgerätehersteller in den USA. Die Firma Schmidt Engineering & Equipment Co. Inc. in New Berlin, Wisconsin/USA, stellte mit 150 Beschäftigten Schneeräumgeräte und Pflüge her und machte einem Umsatz von rund 30 Mio. DM. Ende der 1980er Jahre wurden von Alfred Schmidt folgende weitere Gesellschaften erworben:
- Ing. Alfred Schmidt GmbH, Langenhagen, eine Kundendienst- und Servicegesellschaft mit 20 Arbeitnehmern und einem Umsatz von rund 7 Mio. DM.
- Bialler S.A., Briancon Cedex, Frankreich, ein Hersteller von Winterdienstgeräten mit 20 Arbeitnehmern und einem Umsatz von 5 Mio. DM.
- Transport Engineering Ltd., Accrington, Lancs, Großbritannien, ein Hersteller von Winterdienstgeräten mit 54 Arbeitnehmern und einem Umsatz von rund 6 Mio. DM.
- NIDO Universal Maschines B.V., Holden, Niederlande, ein Hersteller von Streumaschinen mit 110 Beschäftigten und einem Umsatz von 20 Mio. DM.
- Schmidt-Italia s.r.l. in Laives, Italien, eine Vertriebsgesellschaft für das gesamte Produktionsprogramm der Schmidt-Gruppe in Italien mit 6 Beschäftigten und einem Umsatz von rund 5 Mio. DM.
- Beam Production A/S, Them, Dänemark, ein Hersteller von Lkw-Aufbaustraßenkehrmaschinen mit 30 Beschäftigten und einem Umsatz von 12 Mio. DM.
- Idaho Norland Corporation, Paul, Idaho/USA, ein Hersteller von Schneeräummaschinen und Flughafen Großkehrmaschinen, die noch im Frühjahr 1989 erworben wurde, mit 70 Beschäftigten und im Jahr des Erwerbs gerade noch ein Umsatz von 12,2 Mio. DM erzielte.[1]

## Wirtschaftliche Verhältnisse und Produktsortiment 1990
Die Schmidt-Gruppe verfügte in Europa über das umfassendste kommunaltechnische Produktprogramm auf den Gebieten des Winterdienstes sowie der Straßenreinigung und -unterhaltung. Das Produktprogramm umfasste Schneepflüge, Schneeräummaschinen, Streumaschinen, Kehrmaschinen, Mähmaschinen und Kommunalgeräte. Der Bestand an Schmidt-Geräten bei öffentlichen Dienststellen in Deutschland wurde mit 38.000 Stück und einem Gesamtlieferwert von 825 Mio. DM ermittelt. Für Schmidt-Produkte wurden weltweit 158 Patente erteilt.
Der Umsatz verteilte sich etwa 50 % auf Winterdienstprodukte und 50 % für Maschinen des Sommereinsatzes. Winterdienstgeräte wurden in allen Länder veräußert, deren klimatische Verhältnisse einen Winterdienst erfordern. Auf dem Gebiet der Straßenreinigung wurden Kehrmaschinen in ca. 35 Länder vornehmlich in Europa geliefert. Der Anteil der öffentlichen Hand am Umsatz betrug 85 %. 70 % der Produkte der Schmidt-Gruppe wurden in der europäischen Gemeinschaft abgesetzt. 1989 erzielte das Mutterhaus in St. Blasien einen Umsatz von 145 Mio. DM und ein positives Ergebnis von 2,5 Mio. DM. Es wurden 484 Arbeitnehmer beschäftigt. Die Gesamtgruppe erzielte einen Umsatz von 230 Mio. DM und beschäftigte 1150 Personen.

## Niedergang

### Gründe
Der Winter 1989/1990 war der Dritte in einer Reihe äußerst niederschlagsarmer, milder Winter und führte zu einem drastischen Rückgang der Nachfrage nach Winterdienstgeräten, was zu einem Umsatzeinbruch von 28 % führte. Witterungsbedingte Verluste gab es auch bei den Tochterfirmen, die vom Stammhaus in St. Blasien ausgeglichen wurden. Für die Firma MULAG Fahrzeugwerk, Oppenau, hatte Schmidt einen Alleinvertriebsvertrag für Mähmaschinen, der von MULAG gekündigt wurde. Dies führte zu einem Verlust von 1,5 Mio. DM.
1989 wurden drei Gesellschaften in USA, Frankreich und Dänemark erworben. Alle drei Gesellschaften arbeiteten mit hohen Verlusten, die auch nach der Übernahme nicht beseitigt werden konnten. Die Finanzierung der Kaufpreise erfolgte durch Kreditaufnahmen bei deutschen Banken. Das Kreditengagement von Ing. Alfred Schmidt stieg im Jahr 1990 von 29 Mio. auf 69 Mio. DM. Das Zinsniveau lag in Deutschland im Jahr 1990 bei 8,7 %. (Quelle: deutschlandinzahlen.de)

### Eröffnung des Konkursverfahrens
Nachdem die Banken im Mai 1990 bereit waren, ihr Kreditengagement um 4 Mio. DM auf insgesamt 76 Mio. DM zu erhöhen, stellte eine Unternehmensberatung im September 1990 fest, dass das Unternehmen zur Vermeidung einer Insolvenz einen weiteren Kreditbedarf von bis zu 20 Mio. DM habe. Die Banken waren zu keinen weiteren Krediterhöhungen bereit. Auch eine Landesbürgschaft wurde abgelehnt. Das Unternehmen stellte deshalb am 1. Oktober 1990 beim Amtsgericht Waldshut-Tiengen Antrag auf Eröffnung des Vergleichsverfahrens zur Abwendung des Konkurses. Der Stuttgarter Rechtsanwalt Volker Grub wurde als Vergleichsverwalter bestellt.
Grubs Ermittlungen ergaben, dass die Mindestquote für die Erfüllung eines Vergleiches von 35 % nicht zu erbringen war. Er errechnete lediglich eine Vergleichsquote von 6 %. Die Geschäftsführung verzichtete daraufhin auf die Durchführung eines Vergleichsverfahrens. Das Gericht eröffnete am 30. November 1990 das Konkursverfahren. Grub wurde auch zum Konkursverwalter bestellt.

### Das Sanierungskonzept
Die Geschäftsführung, zu der die Familienmitglieder Alfred Schmidt jun. und Wolfgang Schmidt, aber auch Andreas Budde gehörten, erarbeiteten ein Sanierungskonzept. Der Konkursverwalter überzeugte sich von dessen Durchführbarkeit und setzte dieses Konzept mit Zustimmung der Banken um. Es beinhaltete einen Personalabbau in St. Blasien von 424 auf 330 Arbeitnehmer. Die betriebliche Altersversorgung, die eine jährliche Zuweisung von 1,3 Mio. DM erforderte, wurde aufgehoben. Die Produktpalette wurde verkleinert, Kleinserien wurden aufgegeben. Von insgesamt 178 verschiedenen Gerätetypen wurden nur noch 90 Typen weitergeführt. Die Produktion wurde auch im Sommer durch in-sourcing ausgelastet. Für Flughafenausrüstungen wurde die Schmidt Airport Equipment GmbH, gegründet.
Bei den kommunalen Behörden gab es die Vorschrift, dass einem Unternehmen im Konkurs keine Aufträge erteilt werden durfte. Daher gründete der Konkursverwalter eine Vertriebsgesellschaft unter dem Namen Schmidt Winterdienst- und Kommunaltechnik GmbH, zunächst nur mit der Aufgabe, den Vertrieb für die Produkte der Ing. Alfred Schmidt GmbH, zu übernehmen. Da sich diese Firma nicht in einem Konkursverfahren befand, wurde der Vorschrift Rechnung getragen. Ohne diesen Schritt wäre eine erfolgreiche Fortführung nicht möglich gewesen.
Die verlustreichen Töchter wurden nicht fortgeführt. Die neu erworbene Tochtergesellschaft Beam Production, Dänemark, meldete ein Insolvenzverfahren an. Transport Engineering in Großbritannien wurde veräußert, Idaho Norland Corporation meldete in den USA ein Insolvenzverfahren an. Als Hauptgeschäftsführer setzte Grub den Kaufmann Fritz Seyfferth ein, der Alfred Schmidt jun. ablöste.
Schon im 1. Halbjahr 1991 arbeitete Schmidt wieder mit Gewinn. Grub übertrug deshalb zum 1. Juni 1991 auch den Produktionsbereich auf die neu gegründete Schmidt Winterdienst & Kommunaltechnik GmbH.

### Der Zwangsvergleich
Bei der Konkursgesellschaft Ing. Alfred Schmidt befanden sich noch die Geschäftsanteile der ausländischen Tochtergesellschaften, der gesamte Grundbesitz, die Patente und die steuerlichen Verlustvorträge, die sich auf 61 Mio. DM beliefen. Eine Übertragung des Grundbesitzes auf die Auffanggesellschaft, Schmidt Winterdienst & Kommunaltechnik GmbH, hätte zu erheblichen steuerlichen Nachteilen geführt. Die Verlustvorträge wären verloren gegangen und die Übertragung des Grundbesitzes hätte zu Grunderwerbsteuer geführt. Grundbesitz, Patente und die Auslandsgesellschaften mussten jedoch für einen zukünftigen Investor zur Verfügung stehen.
Die Familie Schmidt übertrug deshalb alle Gesellschaftsanteile der Ing. Alfred Schmidt GmbH auf den Konkursverwalter als Treuhänder, damit dieser zukünftig das Unternehmen aus einer Hand an einen Investor übertragen und aus dem Erlös die Konkursgläubiger befriedigen kann. Die Ing. Alfred Schmidt GmbH bot ihren Gläubigern im Zuge eines Zwangsvergleichs eine sofort zahlbare Quote von 10 % und die Besserungsklausel an. Die Gläubiger hatten damit die Möglichkeit, auch nach Ende des Konkursverfahrens aus dem Erlös des Unternehmensverkaufs befriedigt zu werden. In der Gläubigerversammlung am 24. März 1993 vor dem Amtsgericht Waldshut-Tiengen wurde der Vergleich mit einer Mehrheit von 97 % angenommen und das Konkursverfahren daraufhin zum 1. April 1993 vom Gericht aufgehoben.
Die Ing. Alfred Schmidt GmbH wurde in Schmidt Holding Europe GmbH umbenannt. Es wurde ein Management Board gebildet, dem der Geschäftsführer Fritz Seyferth sowie die Geschäftsführer der Gesellschaften in Großbritannien, Holland, Frankreich und Italien angehörten und dem Grub vorstand. In Polen wurde eine Produktionsgesellschaft gegründet. Die Beschäftigtenzahl der Gruppe stieg auf 950 Mitarbeiter und der Umsatz auf 230 Mio. DM.

### Übernahme durch die BW-Kapitalbeteiligung GmbH
Die Investorensuche konnte Grub nach 7 Jahren im Oktober 1997 abschließen. Mit Wirkung zum 1. Oktober 1997 übernahm die BW Kapitalbeteiligung GmbH, Stuttgart, unter ihrem geschäftsführenden Gesellschafter Norbert Loos die Schmidt Holding Europe GmbH und die Schmidt Winterdienst & Kommunaltechnik GmbH. Mitgesellschafter der BW-Kapitalbeteiligungsgesellschaft sind die Baden-Württembergische Bank AG, die Württembergische Versicherungsgruppe und die L-Bank.
Aufgrund des erzielten Kaufpreises konnte Grub an die Gläubiger der Ing. Alfred Schmidt GmbH eine Gesamtquote von 95 % ausschütten. Im Jahre 2007 schließlich veräußerte BW-Kapitalbeteiligung GmbH ihre Beteiligung. Die Schmidt-Gruppe wurde mit der Aebi & Co. AG Maschinenfabrik aus dem schweizerischen Burgdorf zur Aebi Schmidt Holding AG fusioniert.